# スペッキア
スペッキア（イタリア語: Specchia）は、イタリア共和国プッリャ州レッチェ県にある、人口約4,800人の基礎自治体（コムーネ）。

## 地理

### 位置・広がり

#### 隣接コムーネ
隣接するコムーネは以下の通り。
- アレッサーノ
- ミッジャーノ
- プレシッチェ＝アックーアリカ
- ルッファーノ
- トリカーゼ

## 文化・観光
「イタリアの最も美しい村」クラブ加盟コムーネである。